# Louis Herman Henot
Louis Herman Henot (Overhespen, 1863 - Tervuren, 1927) was een schoolhoofd en schrijver uit Tienen.
Hij verzamelde onder zijn eigen naam of onder de naam A. (= Armand) Henot vooral volksvertellingen, waarvan sommige door Isidoor Teirlinck en door Geert Van Istendael zijn opgenomen. Voorts maakte hij didactische handboeken en schreef hij poëzie, toneel en liederen. In het kader van de Vlaamse Beweging propageerde hij in enthousiaste overzichten de Vlaamse, en ook de Hollandse en Afrikaanse, literatuur, die hij toetste aan de Franse letterkunde.
Hij schreef onder meer.
- Sprookjes (1911)
- De boer der Sleenhove
- Haspengouwsche Vertelsels
- Wondersprookjes uit Haspengouw
- Kempische Volksvertelsels (1926)
- Sagen uit de Kempen (1926)

In andere genres bracht hij onder meer.
- De Vlaamsche Taalstrijd gevolgd van Gedichten (1896)

- Letterkundige Ontledingen (1897)
- Spraakkunst voor de Volksschool (twee delen, 1898-99)
- Nederlandsche Opstellen (diverse delen met handleidingen)

- Leven en Streven van Dr. C.J. Hansen (1899)
- Een Heldenvolk (over Zuid-Afrika en Kruger)

- Kleuren en Geuren (gedichten, 1911)
- Stralende Lichtjes (gedichten, 1911)

- Sourine Mirlikov (een toneelspel in drie bedrijven, 1912)
- Het verloren Meisje (blijspel, 1912)

- Gemeinsame Normdatei: 1051230861
- International Standard Name Identifier: 0000 0003 9293 7433
- Nederlandse Thesaurus van Auteursnamen: 087868296
- Virtual International Authority File: 287104925
- WorldCat: E39PBJtcC3B6r6BrJGvyVtFdwC